# Tussor

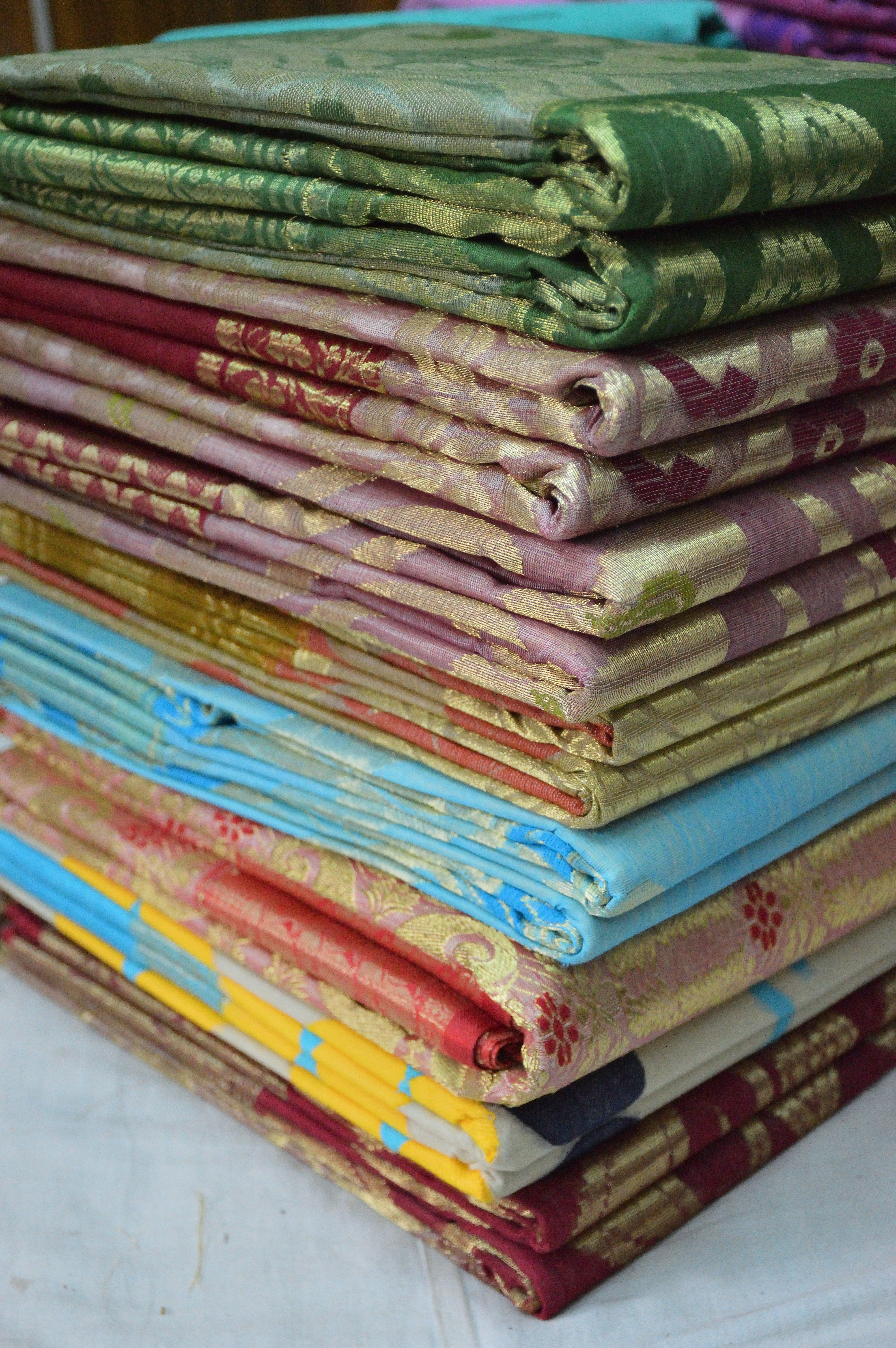
Tussors, foulards de soie sauvage.

Le tussor ou tussore est un tissu d'origine indienne, foulard léger ou étoffe, fabriqué avec de la soie du ver à soie sauvage de l'Inde. C'est un tissu de soie sauvage plutôt rustique, élaboré à partir de soie tussah avec de petits nœuds dans le tissage.